# Salix pringlei
Salix pringlei är en videväxtart som beskrevs av Willard Winfield Rowlee. Salix pringlei ingår i släktet viden, och familjen videväxter. Inga underarter finns listade i Catalogue of Life.